# کیش خاله (رضوانشهر)
کیش خاله بهشت‌آباد، روستایی از توابع بخش پره‌سر شهرستان رضوان‌شهر در استان گیلان ایران است.

## جمعیت
این روستا در دهستان دیناچال قرار دارد و براساس سرشماری مرکز آمار ایران در سال ۱۳۸۵، جمعیت آن ۸۵۱ نفر (۲۰۶خانوار) بوده‌است. مردم این روستا به زبان تالشی گویش می‌کنند .